# Slavko Goluža
Slavko Goluža, hrvaški rokometaš, * 17. september 1971, Stolac (BiH).
Leta 1996 je na poletnih olimpijskih igrah v Atlanti v sestavi hrvaške reprezentance osvojil zlato olimpijsko medaljo; uspeh je ponovil leta 2004.